# 시뉴소이드 도법

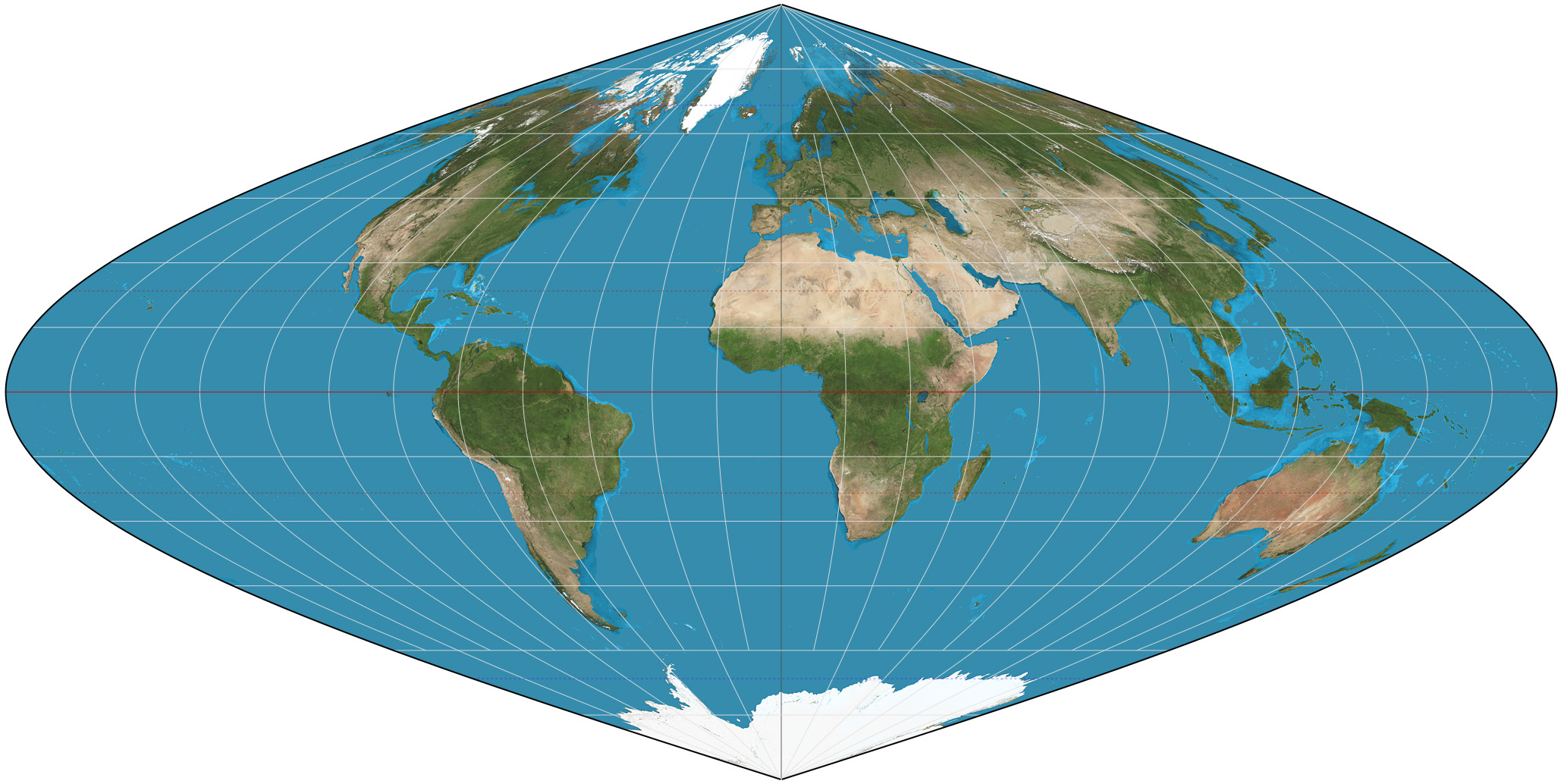
시뉴소이드 도법으로 그린 세계지도

시뉴소이드 도법(sinusoidal projection) 은 정적도법으로 위선이 실제와 같은 등간격 평행선으로 되어 있고 그 길이도 실제와 같다. 경선은 직선인 중앙경선을 기점으로 등간격의 사인 곡선을 이룬다. 이 때문에 위선의 축척이 정확하고 일정한 위도대에서 일정한 간격의 경선과 위선으로 둘러싸인 부분은 모두 같다. 세계지도를 그릴 경우 주변부의 형태 왜곡이 심하지만 중심부는 왜곡이 적기 때문에 남아메리카·아프리카 등의 대륙지도나 동남아시아와 같은 동서로 긴 형태의 지도에 적합하다. 가로세로비는 2:1이다. 과거에는 상송 도법등의 이름으로 불렀다.

## 같이 보기
- 게라르두스 메르카토르